# Владимир (Болгария)
Владимир (болг. Владимир) — село в Болгарии. Находится в Перникской области, входит в общину Радомир. Население составляет 204 человека.

## Политическая ситуация
Кмет (мэр) общины Радомир — Красимир Светозаров Борисов (Болгарская социалистическая партия (БСП)) по результатам выборов.